# Districte electoral de Tremp
El districte de Tremp fou una circumscripció electoral del Congrés dels Diputats utilitzada en les eleccions generals espanyoles entre 1871 i 1923. Es tractava d'un districte uninominal, ja que només era representat per un sol diputat.

## Àmbit geogràfic
El districte comprenia el sud i centre del partit judicial de Tremp i el nord del partit de Balaguer. Aquest territori correspon al centre i sud del Pallars Jussà i el nord de la Noguera.

## Diputats electes
| Elecció | Elecció        | Diputat                        | Partit/Ideologia                    |
| ------- | -------------- | ------------------------------ | ----------------------------------- |
|         | 1871           | Joaquín María de Sulla         | Sense dades                         |
|         | Abril 1872     | Pere Antoni Torres i Jordi     | Liberal                             |
|         | Agost 1872     | Bernardo García Fernández      | Sense dades                         |
|         | 1872 (parcial) | Antoni Maria Fontanals i Miret | Sense dades                         |
|         | 1873           | Bonaventura Abarzuza Ferrer    | Partit Republicà Democràtic Federal |
|         | 1876           | Rafael Cabezas Montemayor      | Conservador                         |
|         | 1898           | José Moragas Saiz              | Liberal                             |
|         | 1899           | José San Miguel de la Gándara  | Independent                         |
|         | 1901           | Domènec Sert i Badia           | Independent                         |
|         | 1903 (parcial) | Gregorio Jové Piñán            | Liberal                             |
|         | 1905           | Santiago Mataix Soler          | Liberal moretista                   |
|         | 1907           | Josep Llari i Areny            | Republicà federal solidari          |
|         | 1920           | Daniel Riu i Periquet          | Unió Monàrquica Nacional            |

## Resultats electorals

### Dècada de 1920
| Eleccions generals del 29/04/1923 |                  |                       |                                                     |
| Partit/Ideologia                  | Partit/Ideologia | Candidat              | Vots                                                |
|                                   | Liberal albista  | Daniel Riu i Periquet | Electe mitjançant l'article 29 de la llei electoral |

| Eleccions generals del 19/12/1920 |                                  |                        |       |      |
| Partit/Ideologia                  | Partit/Ideologia                 | Candidat               | Vots  | %    |
|                                   | Unió Monàrquica Nacional         | Daniel Riu i Periquet  | 3.542 | 60,5 |
|                                   | Federació Monàrquica Autonomista | Joaquim Maria de Nadal | 2.289 | 39,1 |
|                                   | Partit Republicà Radical         | Marcel·lí Jordana      | 0     | 0,0  |
|                                   | Altres                           | Altres                 | 22    | 0,4  |
| Total                             | Total                            | Total                  | 5.853 | 100  |
| Cens/participació                 | Cens/participació                | Cens/participació      | 7.424 | 78,8 |

### Dècada de 1910
| Eleccions generals del 01/06/1919 |                   |                      |       |      |
| Partit/Ideologia                  | Partit/Ideologia  | Candidat             | Vots  | %    |
|                                   | Reformista        | Josep Llari i Areny  | 3.909 | 99,2 |
|                                   | Conservador       | Àngel Feliu i Escala | 19    | 0,5  |
| Vots en blanc                     | Vots en blanc     | Vots en blanc        | 59    | 1,5  |
| Total                             | Total             | Total                | 3.941 | 100  |
| Cens/participació                 | Cens/participació | Cens/participació    | 7.326 | 53,8 |

| Eleccions generals del 24/02/1918 |                      |                         |       |      |
| Partit/Ideologia                  | Partit/Ideologia     | Candidat                | Vots  | %    |
|                                   | Coalició d'esquerres | Josep Llari i Areny     | 3.396 | 58,8 |
|                                   | Lliga Regionalista   | Josep Rovira i Bruguera | 2.381 | 41,2 |
| Total                             | Total                | Total                   | 5.777 | 100  |
| Cens/participació                 | Cens/participació    | Cens/participació       | 7.569 | 76,3 |

| Eleccions generals del 09/04/1916 |                  |                     |                                                     |
| Partit/Ideologia                  | Partit/Ideologia | Candidat            | Vots                                                |
|                                   | Reformista       | Josep Llari i Areny | Electe mitjançant l'article 29 de la llei electoral |

| Eleccions generals del 08/03/1914 |                            |                              |       |      |
| Partit/Ideologia                  | Partit/Ideologia           | Candidat                     | Vots  | %    |
|                                   | Reformista                 | Josep Llari i Areny          | 3.898 | 67,1 |
|                                   | Coalició republicana (PRR) | Josep Antoni Mir i Miró      | 1.872 | 32,2 |
|                                   | Comitè de Defensa Social   | José Luis Pascual de Zulueta | 0     | 0,0  |
|                                   | Altres                     | Altres                       | 20    | 0,3  |
| Vots en blanc                     | Vots en blanc              | Vots en blanc                | 17    | 0,3  |
| Total                             | Total                      | Total                        | 5.807 | 100  |
| Cens/participació                 | Cens/participació          | Cens/participació            | 7.433 | 78,1 |

| Eleccions generals del 08/05/1910 |                                       |                             |       |      |
| Partit/Ideologia                  | Partit/Ideologia                      | Candidat                    | Vots  | %    |
|                                   | Unió Federal Nacionalista Republicana | Josep Llari i Areny         | 4.439 | 79,8 |
|                                   | Republicà federal                     | Rossend Castells i Ballespí | 803   | 14,4 |
|                                   | Altres                                | Altres                      | 321   | 5,8  |
| Total                             | Total                                 | Total                       | 5.563 | 100  |
| Cens/participació                 | Cens/participació                     | Cens/participació           | 7.972 | 69,8 |

### Dècada de 1900
| Eleccions generals del 21/04/1907 |                            |                       |       |      |
| Partit/Ideologia                  | Partit/Ideologia           | Candidat              | Vots  | %    |
|                                   | Republicà federal solidari | Josep Llari i Areny   | 4.185 | 77,7 |
|                                   | Conservador anti-solidari  | Ramon Mauri i Arnalot | 1.088 | 20,2 |
|                                   | Altres                     | Altres                | 113   | 2,1  |
| Total                             | Total                      | Total                 | 5.386 | 100  |
| Cens/participació                 | Cens/participació          | Cens/participació     | 8.303 | 64,9 |

| Eleccions generals del 10/11/1905 |                                     |                             |       |      |
| Partit/Ideologia                  | Partit/Ideologia                    | Candidat                    | Vots  | %    |
|                                   | Liberal moretista                   | Santiago Mataix Soler       | 3.542 | 74,1 |
|                                   | Partit Republicà Democràtic Federal | Rossend Castells i Ballespí | 1.206 | 25,2 |
|                                   | Altres                              | Altres                      | 33    | 0,7  |
| Total                             | Total                               | Total                       | 4.781 | 100  |
| Cens/participació                 | Cens/participació                   | Cens/participació           | 8.370 | 57,1 |

| Elecció parcial del 26/05/1903 |                   |                      |       |      |
| Partit/Ideologia               | Partit/Ideologia  | Candidat             | Vots  | %    |
|                                | Liberal           | Gregorio Jové Piñán  | 3.514 | 54,3 |
|                                | Conservador       | Narcís Maurí i Vidal | 2.929 | 45,2 |
|                                | Altres            | Altres               | 34    | 0,5  |
| Total                          | Total             | Total                | 6.477 | 100  |
| Cens/participació              | Cens/participació | Cens/participació    | 8.148 | 79,5 |

| Eleccions generals del 19/05/1901 |                   |                      |       |      |
| Partit/Ideologia                  | Partit/Ideologia  | Candidat             | Vots  | %    |
|                                   | Independent       | Domènec Sert i Badia | 6.430 | 99,2 |
|                                   | Liberal           | José Moragas Saiz    | 51    | 0,8  |
| Total                             | Total             | Total                | 6.481 | 100  |
| Cens/participació                 | Cens/participació | Cens/participació    | 8.099 | 80,0 |

### Dècada de 1890
| Eleccions generals del 16/04/1899 |                   |                               |       |      |
| Partit/Ideologia                  | Partit/Ideologia  | Candidat                      | Vots  | %    |
|                                   | Independent       | José San Miguel de la Gándara | 6.149 | 99,2 |
|                                   | Altres            | Altres                        | 47    | 0,8  |
| Total                             | Total             | Total                         | 6.196 | 100  |
| Cens/participació                 | Cens/participació | Cens/participació             | 8.284 | 74,8 |

| Eleccions generals del 27/03/1898 |                   |                   |       |      |
| Partit/Ideologia                  | Partit/Ideologia  | Candidat          | Vots  | %    |
|                                   | Liberal           | José Moragas Saiz | 3.075 | 51,0 |
|                                   | Altres            | Altres            | 2.951 | 49,0 |
| Total                             | Total             | Total             | 6.026 | 100  |
| Cens/participació                 | Cens/participació | Cens/participació | 8.390 | 71,8 |

| Eleccions generals del 12/04/1896 |                   |                           |       |      |
| Partit/Ideologia                  | Partit/Ideologia  | Candidat                  | Vots  | %    |
|                                   | Conservador       | Rafael Cabezas Montemayor | 5.461 | 99,9 |
|                                   | Altres            | Altres                    | 3     | 0,1  |
| Total                             | Total             | Total                     | 5.464 | 100  |
| Cens/participació                 | Cens/participació | Cens/participació         | 8.511 | 64,2 |

| Eleccions generals del 05/03/1893 |                   |                           |       |      |
| Partit/Ideologia                  | Partit/Ideologia  | Candidat                  | Vots  | %    |
|                                   | Conservador       | Rafael Cabezas Montemayor | 3.847 | 60,5 |
|                                   | Altres            | Altres                    | 2.511 | 39,5 |
| Total                             | Total             | Total                     | 6.358 | 100  |
| Cens/participació                 | Cens/participació | Cens/participació         | 8.525 | 74,6 |

| Eleccions generals del 01/02/1891 |                  |                           |       |
| Partit/Ideologia                  | Partit/Ideologia | Candidat                  | Vots  |
|                                   | Conservador      | Rafael Cabezas Montemayor | 4.752 |

### Dècada de 1880
| Eleccions generals del 04/04/1886 |                  |                           |       |      |
| Partit/Ideologia                  | Partit/Ideologia | Candidat                  | Vots  | %    |
|                                   | Conservador      | Rafael Cabezas Montemayor | 1.010 | 61,9 |
|                                   | Altres           | Altres                    | 622   | 38,1 |
| Total                             | Total            | Total                     | 1.632 | 100  |

| Eleccions generals del 27/04/1884 |                  |                           |       |      |
| Partit/Ideologia                  | Partit/Ideologia | Candidat                  | Vots  | %    |
|                                   | Conservador      | Rafael Cabezas Montemayor | 1.354 | 98,0 |
|                                   | Altres           | Altres                    | 28    | 2,0  |
| Total                             | Total            | Total                     | 1.382 | 100  |

| Eleccions generals del 20/08/1881 |                   |                           |       |      |
| Partit/Ideologia                  | Partit/Ideologia  | Candidat                  | Vots  | %    |
|                                   | Conservador       | Rafael Cabezas Montemayor | 709   | 44,7 |
|                                   | Altres            | Altres                    | 876   | 55,3 |
| Total                             | Total             | Total                     | 1.585 | 100  |
| Cens/participació                 | Cens/participació | Cens/participació         | 2.288 | 69,3 |

### Dècada de 1870
| Eleccions generals del 20/04/1879 |                  |                           |       |      |
| Partit/Ideologia                  | Partit/Ideologia | Candidat                  | Vots  | %    |
|                                   | Conservador      | Rafael Cabezas Montemayor | 1.930 | 94,1 |
|                                   | Altres           | Altres                    | 122   | 5,9  |
| Total                             | Total            | Total                     | 2.052 | 100  |

| Eleccions generals del 20/01/1876 |                  |                           |       |       |
| Partit/Ideologia                  | Partit/Ideologia | Candidat                  | Vots  | %     |
|                                   | Conservador      | Rafael Cabezas Montemayor | 8.082 | 100,0 |
|                                   | Altres           | Altres                    | 1     | 0,0   |
| Total                             | Total            | Total                     | 8.083 | 100   |

| Eleccions generals del 10/05/1873 |                                     |                             |       |       |
| Partit/Ideologia                  | Partit/Ideologia                    | Candidat                    | Vots  | %     |
|                                   | Partit Republicà Democràtic Federal | Bonaventura Abarzuza Ferrer | 4.107 | 100,0 |
| Total                             | Total                               | Total                       | 4.107 | 100   |

| Elecció parcial del 09/11/1872 |                  |                                |       |      |
| Partit/Ideologia               | Partit/Ideologia | Candidat                       | Vots  | %    |
|                                | Sense dades      | Antoni Maria Fontanals i Miret | 1.073 | 68,3 |
|                                | Altres           | Altres                         | 498   | 31,7 |
| Total                          | Total            | Total                          | 1.571 | 100  |

| Eleccions generals del 24/08/1872 |                  |                           |       |      |
| Partit/Ideologia                  | Partit/Ideologia | Candidat                  | Vots  | %    |
|                                   | Sense dades      | Bernardo García Fernández | 2.865 | 99,9 |
|                                   | Altres           | Altres                    | 2     | 0,1  |
| Total                             | Total            | Total                     | 2.867 | 100  |

| Eleccions generals del 03/04/1872 |                  |                            |       |      |
| Partit/Ideologia                  | Partit/Ideologia | Candidat                   | Vots  | %    |
|                                   | Liberal          | Pere Antoni Torres i Jordi | 5.203 | 58,8 |
|                                   | Altres           | Altres                     | 3.653 | 41,2 |
| Total                             | Total            | Total                      | 8.856 | 100  |

| Eleccions generals del 08/03/1871 |                  |                        |       |      |
| Partit/Ideologia                  | Partit/Ideologia | Candidat               | Vots  | %    |
|                                   | Sense dades      | Joaquín María de Sulla | 3.552 | 54,3 |
|                                   | Altres           | Altres                 | 2.991 | 45,7 |
| Total                             | Total            | Total                  | 6.543 | 100  |